# Меморіал Хатинь
Хати́нь (можливо від біл. хата) — село в Білорусії, знищене 22 березня 1943 каральним загоном як помста за вбивство кількох німецьких військовослужбовців. Відповідно до принципу колективного покарання 149 жителів Хатині були спалені живцем або розстріляні німецькою армією та допоміжним поліцейським батальйоном за можливе надання мешканцями села допомоги партизанам. У каральній операції брали участь сформований у Польщі та Україні 118-й батальйон шуцманшафта та особливий батальйон СС «Дірлевангер».
У 1969 році на місці, де знаходилося село, було відкрито меморіальний комплекс. Хатинь стала символом масового знищення мирного населення, яке здійснювалося нацистами та колабораціоністами на окупованій території СРСР.

## Меморіальний комплекс «Хатинь»
На згадку про сотні білоруських сіл, знищених нацистами в роки Великої Вітчизняної війни, у січні 1966 року було прийнято рішення про створення в Логойському районі меморіального комплексу «Хатинь». У березні 1967 року було оголошено конкурс створення проекту меморіалу. У конкурсі переміг колектив архітекторів: Ю. Градов, В. Занкович, Л. Левін, скульптор народний художник БРСР С. Селіханов. Урочисте відкриття меморіального комплексу «Хатинь» відбулося 5 липня 1969 року.
Меморіальний архітектурно-скульптурний комплекс займає площу близько 50 га. У центрі композиції меморіалу знаходиться шестиметрова бронзова скульптура «Нескорена людина» з мертвою дитиною на руках. Поруч зімкнуті гранітні плити, що символізують дах сараю, в якому було спалено мешканців села. На братській могилі з білого мармуру — Вінець пам'яті.
Колишню вулицю села викладено сірими, під колір попелу, залізобетонними плитами. У тих місцях, де колись стояли будинки, поставлено 26 символічних бетонних нижніх вінців зрубів і стільки ж обелісків, що нагадують пічні труби, обпалені вогнем. Перед кожним зі спалених будинків встановлена відкрита хвіртка, як символ гостинності мешканців села. На трубах-обелісках — бронзові таблички з іменами тих, хто тут народився та жив. Зверху кожного обеліска — дзвін, що сумно брязкає. Дзвони дзвонять одночасно кожні 30 секунд.

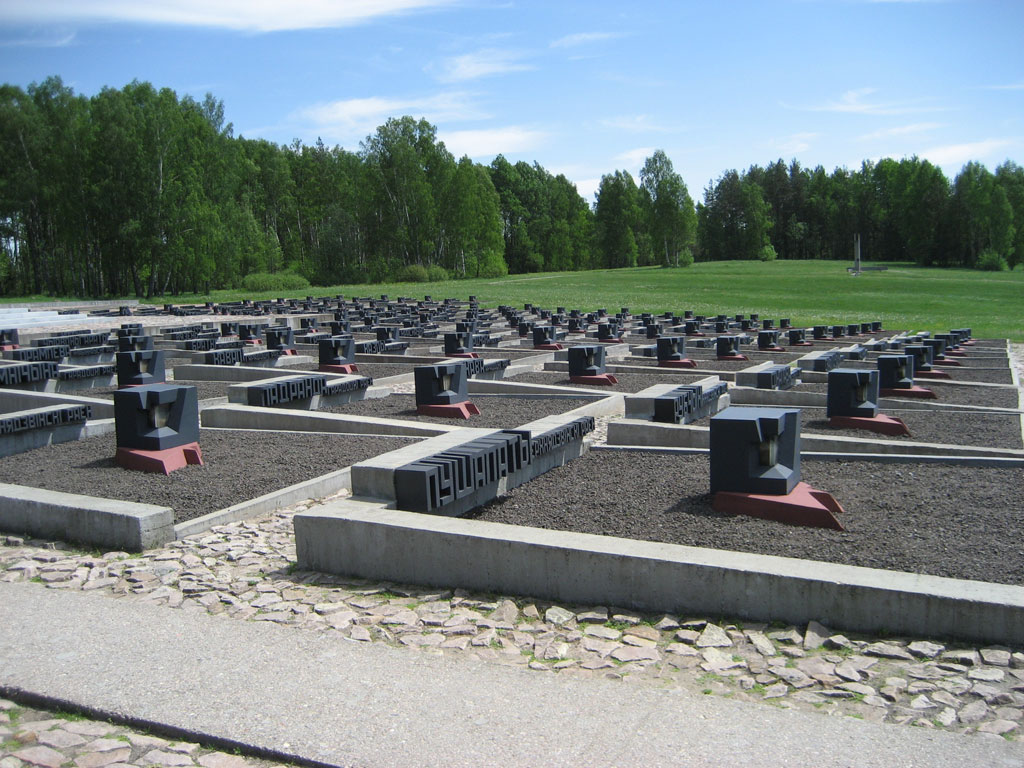
«Цвинтарі сіл»

На території меморіалу також знаходиться меморіальний елемент «Вічний вогонь». На квадратному жалобному постаменті в трьох кутах розташовані три берізки. Замість четвертої горить вічний вогонь — на згадку про кожного четвертого загиблого мешканця Білорусії.
На території комплексу знаходиться єдине у світі «Цвинтарі сіл» — 185 могил, кожна з яких символізує одне з невідроджених білоруських сіл, спалених разом із населенням (186 невідроджене село — це сама Хатинь). Одне з таких сіл — Шунівка. Могила кожного села є символічним згарищем, у центрі якого розташований п'єдестал у вигляді язика полум'я — символ того, що село було спалене. У жалобній скриньці зберігається земля села. На могилі написано назву села та назву району, в якому стояло село.
Ще один меморіальний елемент комплексу — «символічні дерева життя», на гілках яких в алфавітному порядку перераховані назви 433 білоруських сіл, які були знищені окупантами разом із жителями, але відновлені після війни.
Меморіальний елемент «Стіна пам'яті» включає меморіальні плити із назвами понад 260 таборів смерті та місць масового знищення людей на території Білорусії.
Меморіальний комплекс «Хатинь» включено до державного списку історико-культурної спадщини. У 2004 році було проведено реконструкцію комплексу.

## Причини меморіалізації Хатині
Як вважає низка дослідників, причина вибору саме Хатині — одного з 9200 білоруських сіл, знищених нацистами — для організації меморіалу в 1969 році пов'язана із співзвуччю її назва з назвою Катині, дуже виразною в латинській транскрипції (Khatyn і Katyn), оскільки звинувачення в мас вбивстві польських полонених у Катинському лісі завдавали великих репутаційних незручностей СРСР на міжнародній арені. Коли президент США Ніксон у 1974 році відвідав СРСР, його відвезли до Хатині. Відчувши, що Совєти використовували візит у пропагандистських цілях, газета New York Times повідомила про це під шапкою: Ніксон бачить Хатинь, радянський меморіал, а не Катинський ліс.

## Початок каральної операції у Хатині
21 березня 1943 року в Хатині заночували партизани з партизанської бригади «Дядьки Васі» (Василя Воронянського). Вранці 22 березня вони пішли у бік Плещениць. Водночас із Плещениць їм назустріч у напрямку Логойська виїхала легкова автомашина у супроводі двох вантажівок із карателями зі 118-го батальйону шуцманшафту 201-ї німецької охоронної дивізії.

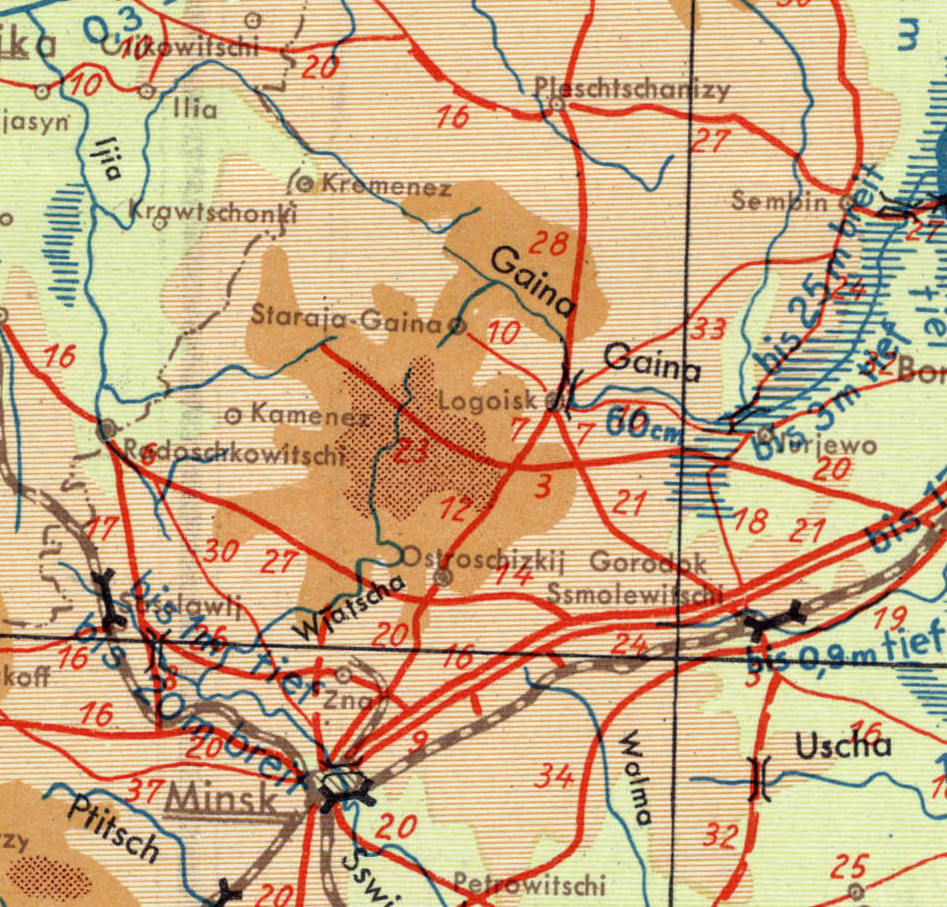
Фрагмент німецької карти 1941 року, регіон на північ від Мінська. На ньому зображено дорогу Плещениці-Логойськ.

В машині їхав шеф-командир першої роти капітан поліції Ханс Вельке, що прямував на аеродром у Мінську. Дорогою колона натрапила на жінок із села Козирі, що працювали на лісозаготівлі; на запитання про наявність поблизу партизанів жінки відповіли, що нікого не бачили. Колона рушила далі, але, не проїхавши і 300 м, потрапила в партизанську засідку, влаштовану загоном «Месник» бригади «Дядь Васі». У перестрілці карателі втратили трьох людей, включаючи Ханса Вельке. Командир взводу карників Василь Мелешко запідозрив жінок у пособництві партизанам і, викликавши підкріплення з батальйону «Дірлевангер», повернувся до місця, де жінки рубали ліс; за його наказом 26 жінок було розстріляно, а решту відправлено до Плещениці[неавторитетне джерело] .

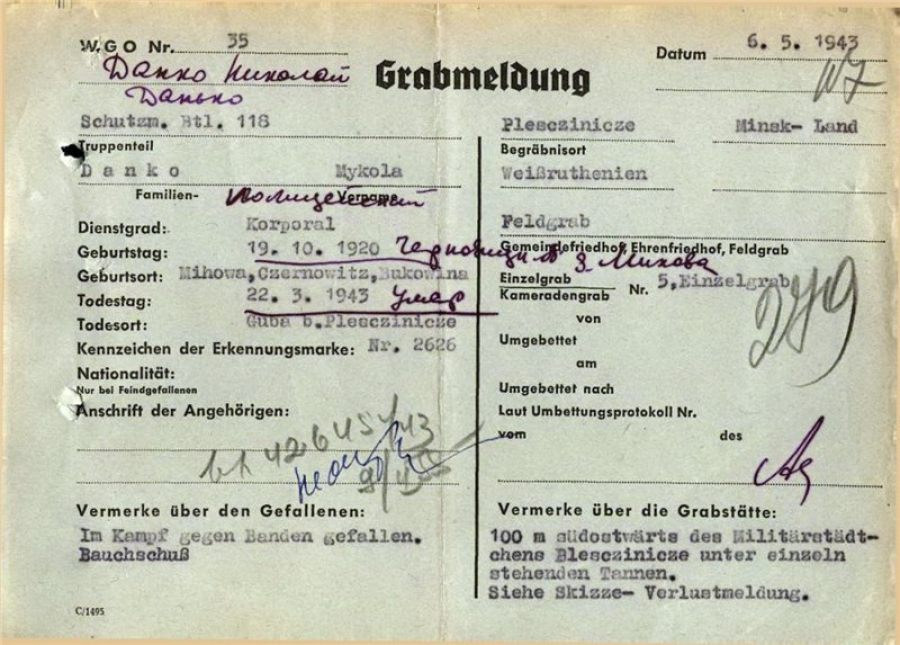
Свідоцтво про смерть Миколая Данька, рядового 118-го батальйону шуцманшафта. Убитий партизанами 22 березня 1943 року в Білорусії, на дорозі Логойськ-Плещениці разом із Гансом Вельком та ще одним поліцаєм.

Гітлерівці були розлютовані загибеллю Ханса Вельке, який в 1936 став чемпіоном Олімпійських ігор у штовханні ядра і був особисто знайомий з Гітлером. Вони стали прочісувати ліс у пошуках партизанів і в другій половині дня 22 березня 1943 оточили село Хатинь.

## 118-й шуцманшафт-батальйон
Костяк батальйону було сформовано у Польщі на початку 1942 року. Потім формування 118-го та 115-го шуцманшафт батальйонів було продовжено у Києві переважно з полонених бійців РККА, які утримувалися у київському та навколишніх таборах військовополонених. Одна з рот 118-го батальйону була сформована з військових 115-го шуцманшафту батальйону. Операція проводилася під керівництвом спеціального підрозділу СС зондербатальйону «Дірлевангер» (нім. "SS-Sonderregiment Dirlewanger"). Командував батальйоном колишній польський майор Костянтин Смовський, начальник штабу — колишній старший лейтенант Червоної Армії Григорій Васюра, командир взводу — колишній лейтенант Червоної Армії Василь Мелешко.
Батальйон брав участь і в інших операціях. 13 травня Васюра очолював бойові дії проти партизанів у районі села Дальковичі. 27 травня батальйон проводить каральну операцію в селі Осові, де було розстріляно 78 людей. Далі була каральна операція «Коттбус» на території Мінської та Вітебської областей — розправа над жителями сіл біля Вілейки — Маков'є та Уборок, розстріл 50 євреїв біля села Камінська Слобода.

## Опис злочину
Жителі села нічого не знали про ранковий інцидент, у відповідь на який був застосований принцип загального колективного покарання, що порушує всі правила та звичаї ведення війни.
За наказом Еріха Кернера та під безпосереднім керівництвом Васюри поліцейські зігнали все населення Хатині в колгоспний сарай і замкнули в ньому. Тих, хто намагався втекти, вбивали дома. Серед мешканців села були багатодітні сім'ї: так, наприклад, у сім'ї Йосипа та Ганни Барановських було дев'ять дітей, у сім'ї Олександра та Олександри Новицьких — семеро. У сараї замкнули також Антона Кункевича із села Юрковичі та Крістіну Слонську із села Камено, які опинилися в цей час у Хатині. Сарай обклали соломою, облили бензином, перекладач-поліцейський Лукович підпалив його.
Дерев'яний сарай швидко спалахнув. Під натиском десятків людських тіл не витримали і впали двері. У запаленому одязі, охоплені жахом, задихаючись, люди кинулися тікати; але тих, хто виривався з полум'я, розстрілювали з кулеметів, автоматів та гвинтівок. Наказ відкрити вогонь віддали Кернер, Смовський та Васюра. Стрілянина припинилася лише тоді, коли затихли крики та стогони, і доки не обвалився дах сараю.

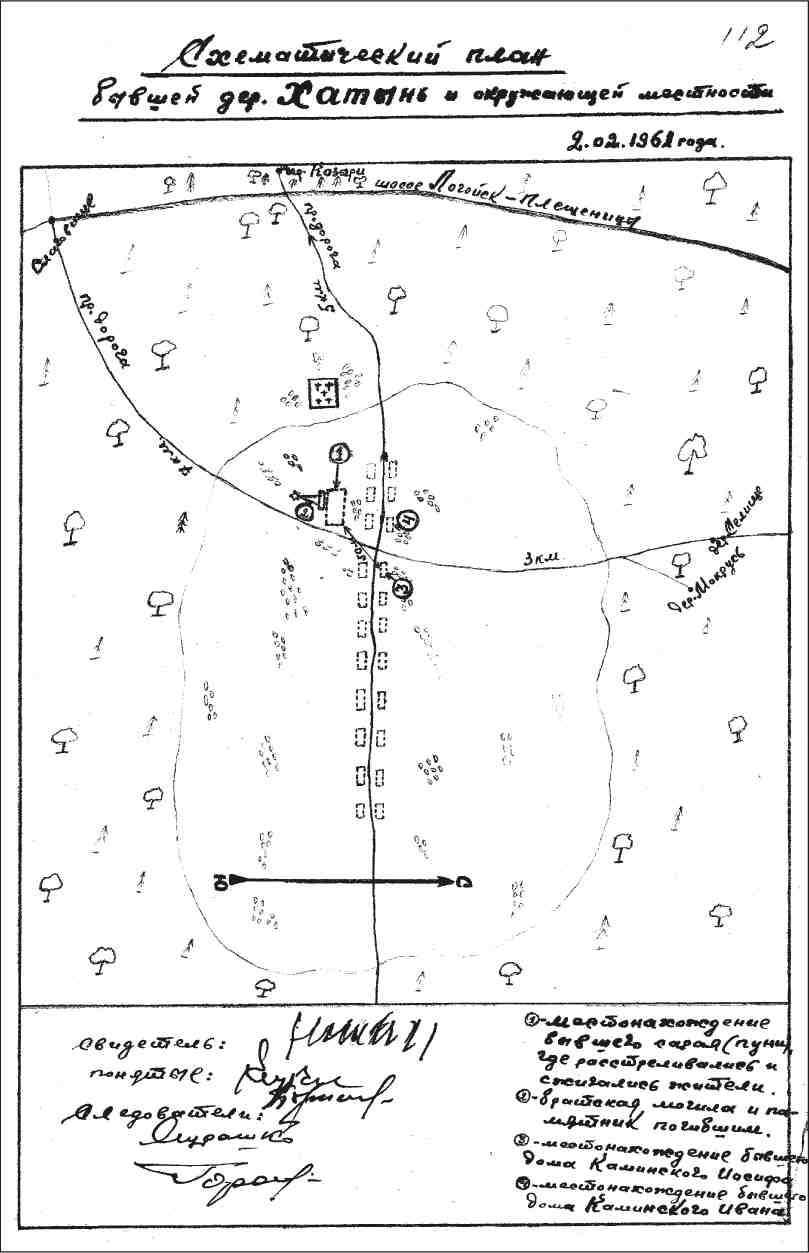
Схематичний план колишнього села Хатинь та навколишньої місцевості. Із кримінальної справи про масове вбивство мешканців села.

У вогні згоріли 149 жителів села, з них 75 дітей віком до 16 років. Врятуватися тоді вдалося двом дівчатам — Марії Федорович та Юлії Климович, які дивом змогли вибратися з сараю і доповзти до лісу, де їх підібрали жителі села Хворостені Кам'янської сільради (пізніше і це село було спалене окупантами, і обидві дівчини загинули). Саме село було знищено повністю.
З дітей, що знаходилися в сараї, семирічний Віктор Желобкович і дванадцятирічний Антон Барановський залишилися живими. Вітя сховався під тілом своєї матері, яка прикрила сина собою; дитина, поранена в руку, пролежала під трупом матері до відходу карателів із села. Антон Барановський був поранений у ногу кулею, і есесівці вважали його за мертвого. Обгорілих, поранених дітей підібрали та виходили жителі сусідніх сіл. Після війни діти виховувалися у дитячому будинку. Ще трьом — Володі Яскевичу, його сестрі Соні та Саші Желобковичу — також вдалося втекти від нацистів.
Із дорослих жителів села вижив лише 56-річний сільський коваль Йосип Йосипович Камінський (1887—1973). Обгорілий і поранений, він прийшов до тями лише пізно вночі, коли каральні загони залишили село. Йому довелося пережити ще один тяжкий удар: серед трупів односельців він знайшов свого сина Адама. Хлопчик був смертельно поранений у живіт, одержав сильні опіки. Він помер на руках у батька. Йосип Камінський із сином Адамом послужили прототипами знаменитого пам'ятника у меморіальному комплексі.

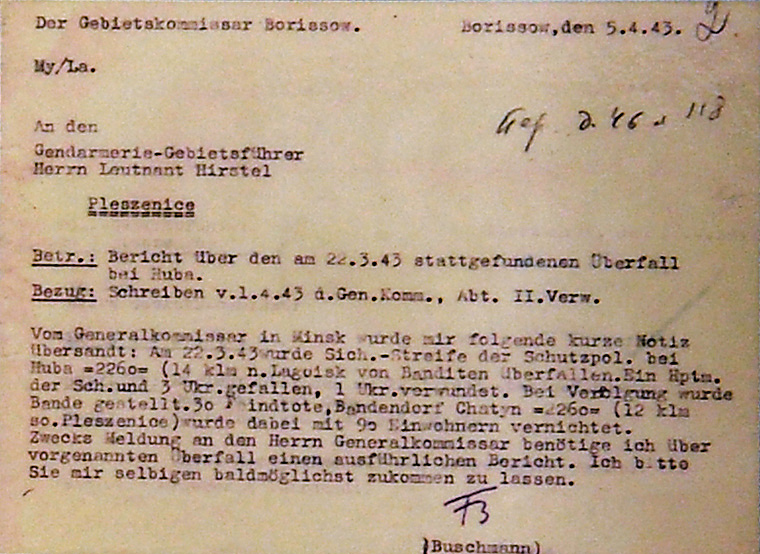
Документ окупаційної адміністрації від 5 квітня 1943 року, який містить повідомлення про вбивство 90 мешканців Хатині та знищення села.

Одному з мешканців Хатині — Антону Барановському — 22 березня 1943 року було 12 років. У грудні 1969 року — через 5 місяців після відкриття меморіального комплексу — Антон загинув за нез'ясованих обставин.
Останній свідок спалення Хатині, Віктор Желобкович, помер у 2020.
Версію подій з низкою відмінностей опублікував у 2012 році український історик Іван Дерейко у монографії «Місцеві формування німецької армії та поліції у Райхскомісаріаті „Україна“ (1941—1944 роки)». Він пише, що 118-й поліцейський батальйон після нападу загону «Народні месники» атакував село, де замість відходу в ліс з невідомої причини вирішили закріпитися партизани. В результаті штурму села було вбито 30 партизанів і деяке число мирних жителів, ще близько 20 осіб були захоплені в полон. Саме ж село з рештою жителів після бою за наказом обергруппенфюрера Курта фон Готтберга було спалено особливим батальйоном СС під командуванням Дірлевангера.

## Долі карателів
Знищення Хатині фігурувало (з-поміж інших звинувачень) на Ризькому судовому процесі 1946 року.
31 січня 1946 року підсудний Брюно Павель (1943 року він був начальником головної польової комендатури в Мінську) повідомив суду, що він, Павель, наказав спалити вщент села Хатинь і Лошадинець. У тому ж судовому засіданні було оголошено акт Плещенської районної комісії «про спалення села Хатинь, де у вогні загинуло 57 мирних жителів, яких німці замкнули в сарай і спалили там живими». За підсумками Ризького судового процесу Павель був засуджений та повішений у Ризі 3 лютого 1946 року.
Перекладач Йосип Лукович, командир відділення, який підпалив дах сараю, влітку 1943 року їхав мотоциклом і підірвався на міні. Похований у Слонімі.
Іван Мельниченко, командир роти штрафбатальйону «Дірлевангер» до лютого 1945 року переховувався в Мурманській області, потім повернувся до України. Промишляв крадіжкою, убив співробітника Рокитнянського райвідділу НКВС. З'явився з повинною, у серпні 1945 його відправили до Чернігівської області, під час перевезення по залізниці здійснив втечу. Застрелили під час затримання 26 лютого 1946 року.
У 1961 році в Мінську постали перед судом і були засуджені до страти Грабаровський, Стопченко, Тупіга, Кирієнко, Шинкевич, Ялинський, Радковський, Майданів, Сахно, Пугачов і Зайвий, які служили в батальйоні Дірлевангера. З'ясувалося, що рядові Уманець та Мироненков не брали безпосередньої участі у розправі над жителями села, але їх також стратили за скоєння інших злочинів.

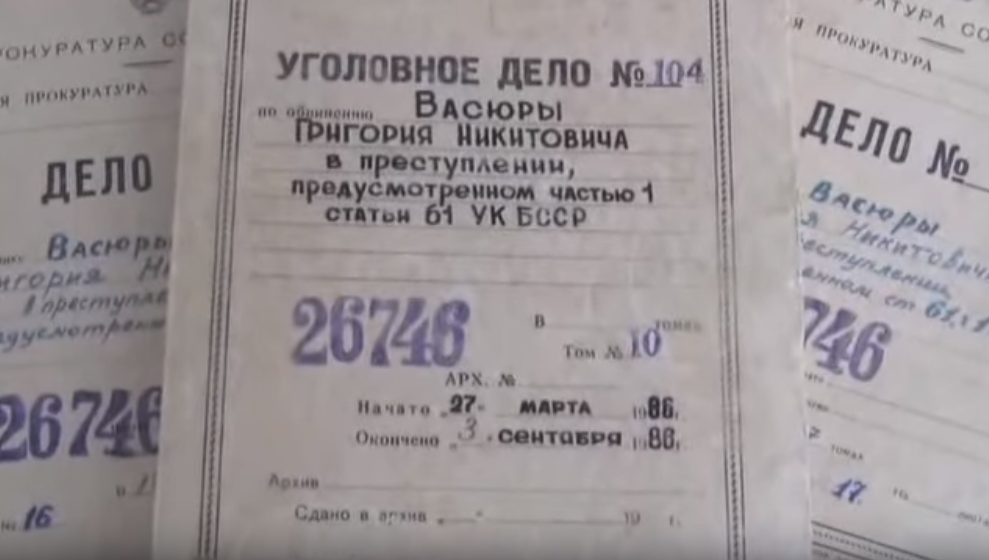
Кримінальна справа № 104 управління КДБ Гродненської області проти Григорія Васюри.

Слідчим органам КДБ на початку 1970-х вдалося викрити рядового 118-го шуцманшафт-батальйону Степана Сахно, який осів після війни в Куйбишеві і видав себе за фронтовика. Його показання після затримання допомогли вийти на слід інших карателів з цього підрозділу. Григорія Лакусту заарештували у Донецьку 1972 року. При арешті, відповідаючи на питання про діяльність у Білорусі, він глибоко видихнув: «Я вас стільки чекав…». Дружина стверджувала, що коли по телевізору показували кадри звірств нацистів, він білів і на кілька годин йшов з дому. На початку 1974 року перед судом міста Гродно постали Степан Сахно, Григорій Лакуста, Остап Кнап, Михайло Курка та Іван Лозінський. Засідання тривало майже місяць. Було опитано близько 30 свідків. Оглядалися речові докази та документи, проводилися експертизи. Було доведено, що саме підсудні спалювали та розстрілювали мешканців села Хатинь, винні у загибелі сотень мирних громадян. Сахно засуджено до 25 років позбавлення волі. Лакуста засуджений до страти, розстріляний. Курку, Лозинського та Кнапа також засудили до страти, але в результаті її замінили тюремним ув'язненням.
Матеріали судової справи дозволили викрити командира взводу батальйону Василя Мелешка. Раніше він уже був судимий за колабораціонізм, але службу у 118-му шуцманшафт-батальйоні приховував. Після амністії 1955 року оселився в Ростовській області, став головним агрономом колгоспу. Заарештовано у вересні 1974 року. Гродненським судом було засуджено до розстрілу, вирок виконано у 1975 році.

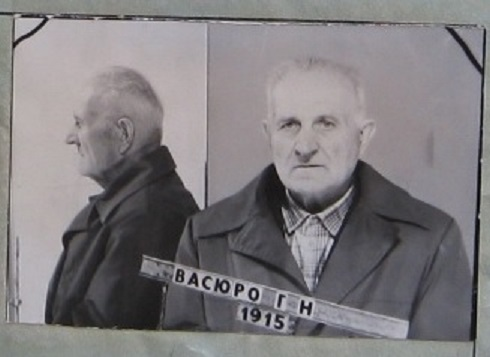
Фото Григорія Васюри із його кримінальної справи.

Григорій Васюра після служби в Білорусії продовжив службу в 76-й ваффен-гренадерському полку. Після закінчення війни Васюрі у фільтраційному таборі вдалося замести свої сліди. Тільки в 1952 році за співпрацю з окупантами під час війни трибунал Київського військового округу засудив його до 25 років позбавлення волі. У той час про його каральну діяльність нічого не було відомо. 17 вересня 1955 року Президія Верховної Ради СРСР прийняла Указ «Про амністію радянських громадян, які співпрацювали з окупантами під час війни 1941—1945», і Васюра вийшов на свободу. Повернувся до себе на Черкащину.
Співробітники КДБ пізніше знайшли та знову заарештували злочинця. На той час він працював заступником директора одного із радгоспів на Київщині, у квітні 1984 року був нагороджений медаллю «Ветеран праці», щороку піонери вітали його з 9 травня. Дуже любив виступати перед піонерами в образі ветерана війни, фронтовика-зв'язківця, і навіть називався почесним курсантом Київського вищого військового інженерного двічі Червонопрапорного училища зв'язку імені М. М. І. Калініна — те, що закінчив до війни.

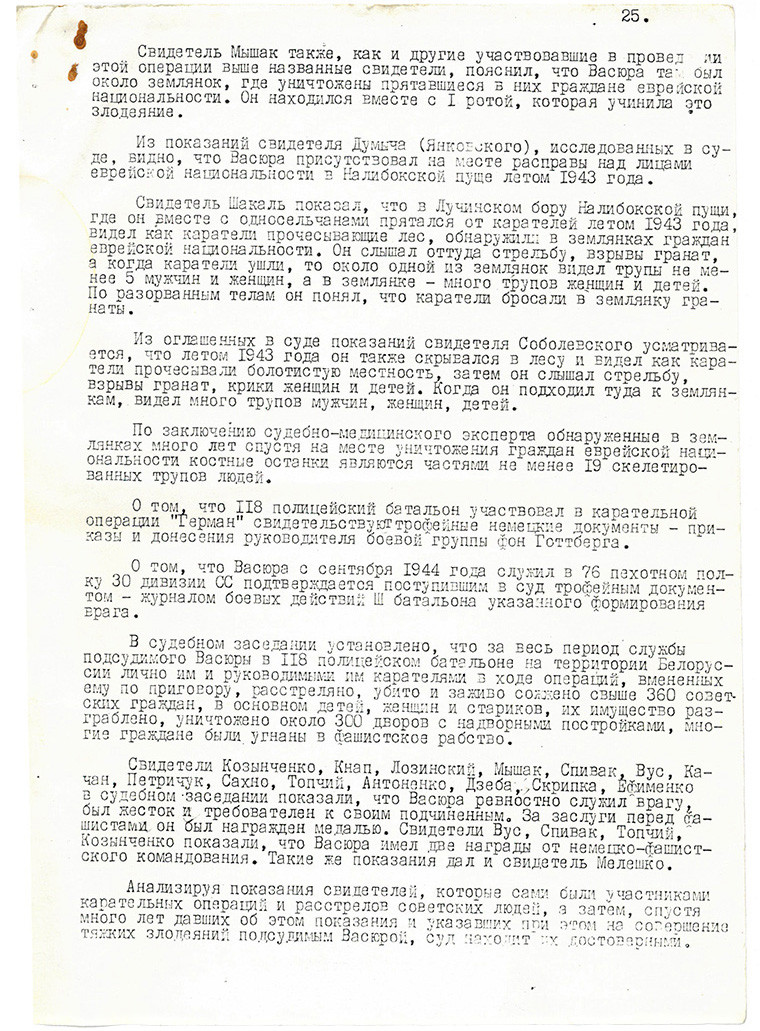
Сторінка зі смертного вироку хатинському ката Васюре.

У листопаді-грудні 1986 року у Мінську відбувся процес над Григорієм Васюрою. Під час суду (справа № 104 обсягом 14 томів) було встановлено, що ним особисто було знищено понад 360 мирних жителів: жінок, людей похилого віку, дітей. Рішенням військового трибуналу Білоруського військового округу Григорія Васюра визнано винним і засуджено до розстрілу.
Командир 118-го батальйону Костянтин Смовський після війни був активним діячем емігрантських організацій, до відповідальності не притягувався; помер у Міннеаполісі, США. Іван Сліжук після війни був активним членом оунівської еміграції, помер у Ліоні у 1994 році. Благополучно доживав свого віку і Йосип Вінницький, був діячем української діаспори в Канаді, помер у Монреалі.
На 2015 рік єдиним відомим членом 118-го батальйону, що залишився в живих, був Володимир Катрюк, який з 1951 року проживав у Канаді. У 1999 році Канада позбавила його громадянства після того, як розкрилися відомості, що викривали його у військових злочинах, але в листопаді 2010 року суд повернув йому канадське громадянство. У травні 2015 проти Володимира Катрюка порушив кримінальну справу Слідчий комітет Росії за статтею 357 КК РФ («Геноцид»), але Канада відмовила Росії у видачі Катрюка. Того ж місяця Катрюк помер у Канаді.

## Легенди та міфи
Голова прогресивно-Соціалістичної партії України Наталія Вітренко свого часу також заявила, що Хатинь нібито спалили солдати Української повстанської армії і поіменно назвала «націоналістів-карателів», вказуючи на їх «військові звання в УПА»: « Курінний Смовський, пан капітан Васюра, взводний Мелешко», хоча жоден з перерахованих не був членом Організації Українських Націоналістів і не служив у УПА. Деякі помилкові твердження потрапили також в наукові публікації. Так, у книзі «каральні акції в Білорусі» стверджувалося, що у знищенні Хатині нібито брав участь батальйон "Нахтігаль"на чолі з Романом Шухевичем, який, втім, розформували ще в 1941 році.
27 березня 2014 року президент Білорусії Олександр Лукашенко в ефірі 1 каналу заявив, що у спаленні Хатині брала участь Українська повстанська армія. 28 березня 2014 року, на Youtube був завантажений фільм «Ганьба таємниця Хатині», який випустила ще в 2008 російська компанія «Супер Реаліті» на замовлення Єдиної телерадіомовної системи Збройних сил РФ. Як зазначають дослідники, мета фільму була спрямована на максимальне ототожнення співробітників карального підрозділу з бандерівцями. Подібну риторику повторив міністр культури РФ Володимир Мединський у картині російського журналіста Аркадія Мамонтова «Бандерівці: кати героями не бувають». Російський учений Михайло Кобрін помилково пише, що 118-й батальйон складався здебільшого з етнічних білорусів.
Хоча до складу 118-го батальйону дійсно входили окремі учасники Буковинського куреня, пов'язаного з ОУН-мельниківцями, проте, як зазначає кандидат політичних наук Михайло Басараб, ці випадки не дозволяють ганьбити весь український націоналістичний рух опору, так само як злочини деяких радянських солдатів не свідчать про злочинну сутність усієї Червоної армії. На його думку, «не можна всіх рівняти під одну лінійку, не можна висмикувати окремі факти для обливання брудом сотень тисяч, а то й мільйонів, безневинних борців та жертв».

## Галерея

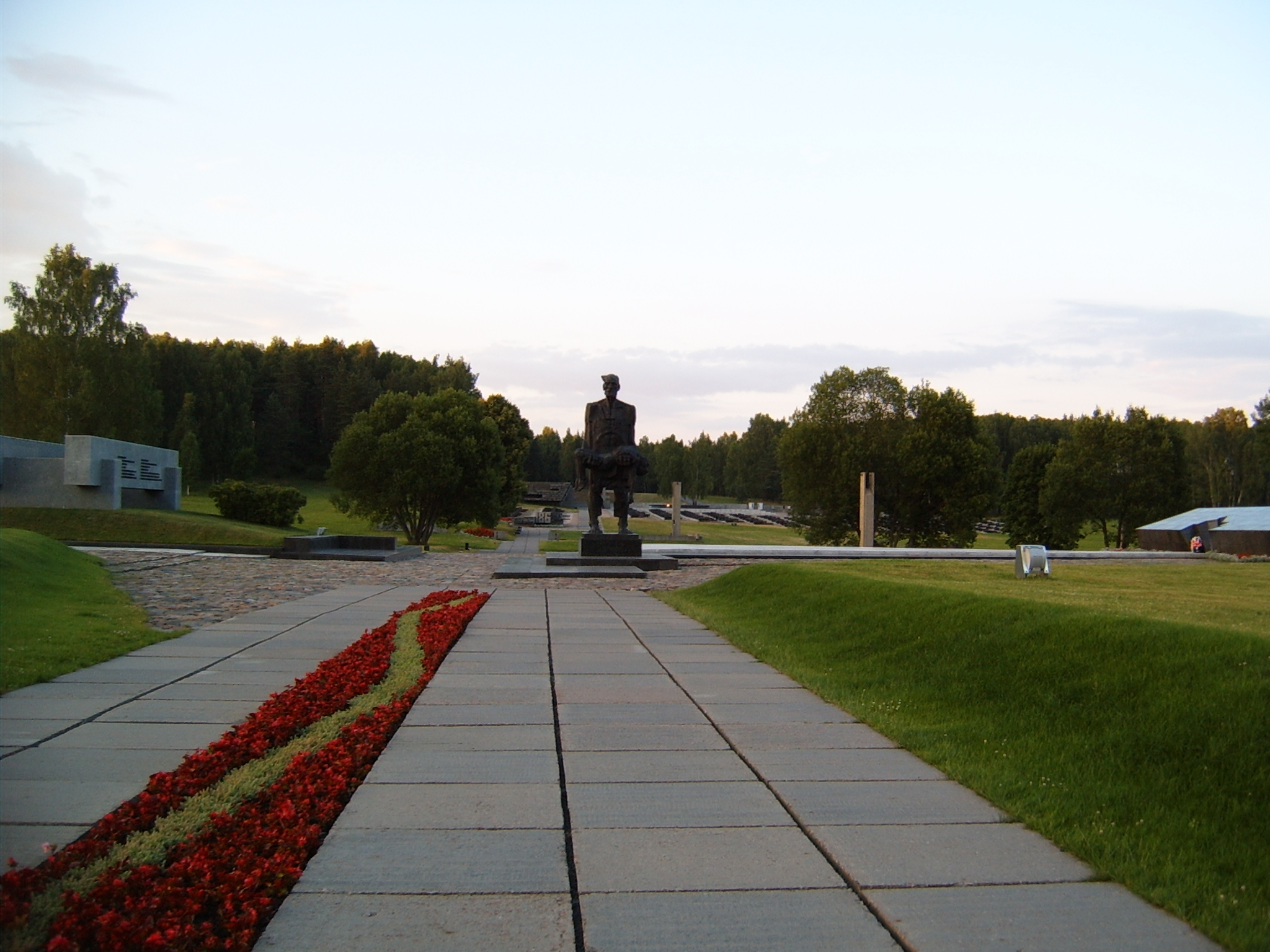
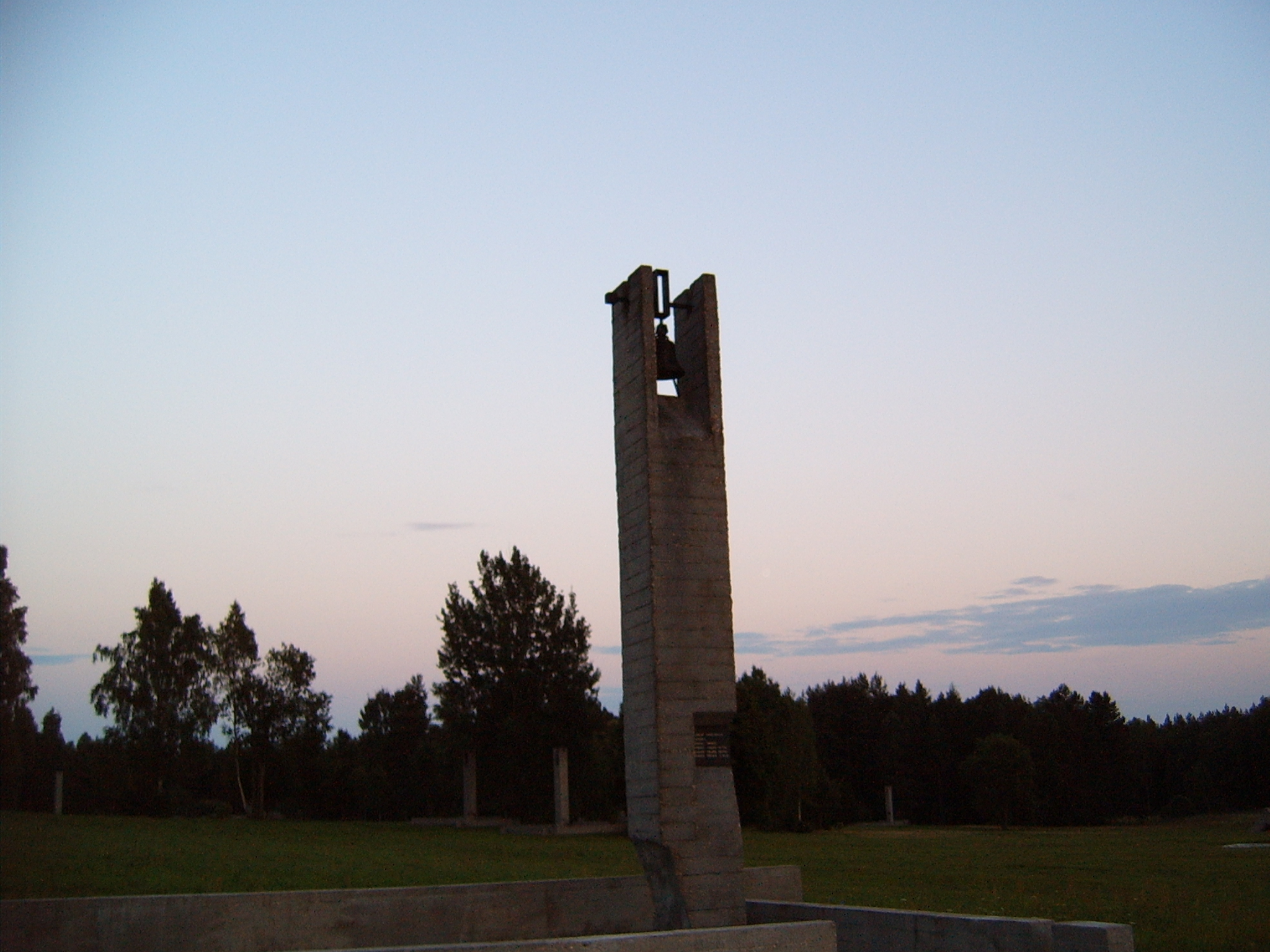
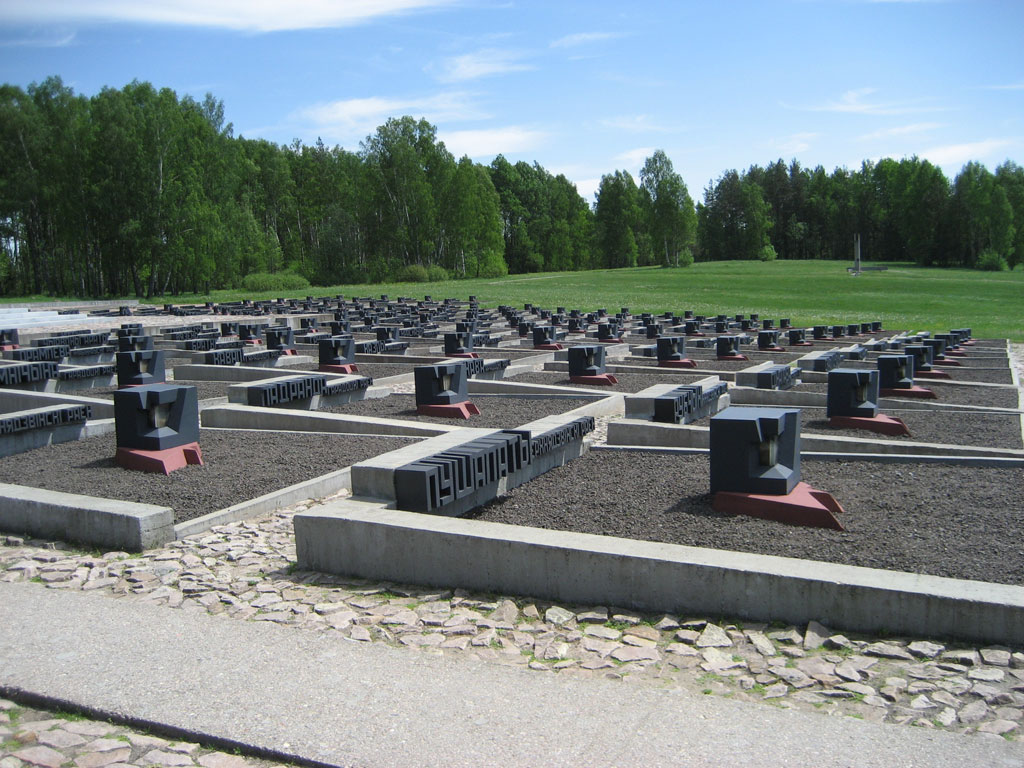
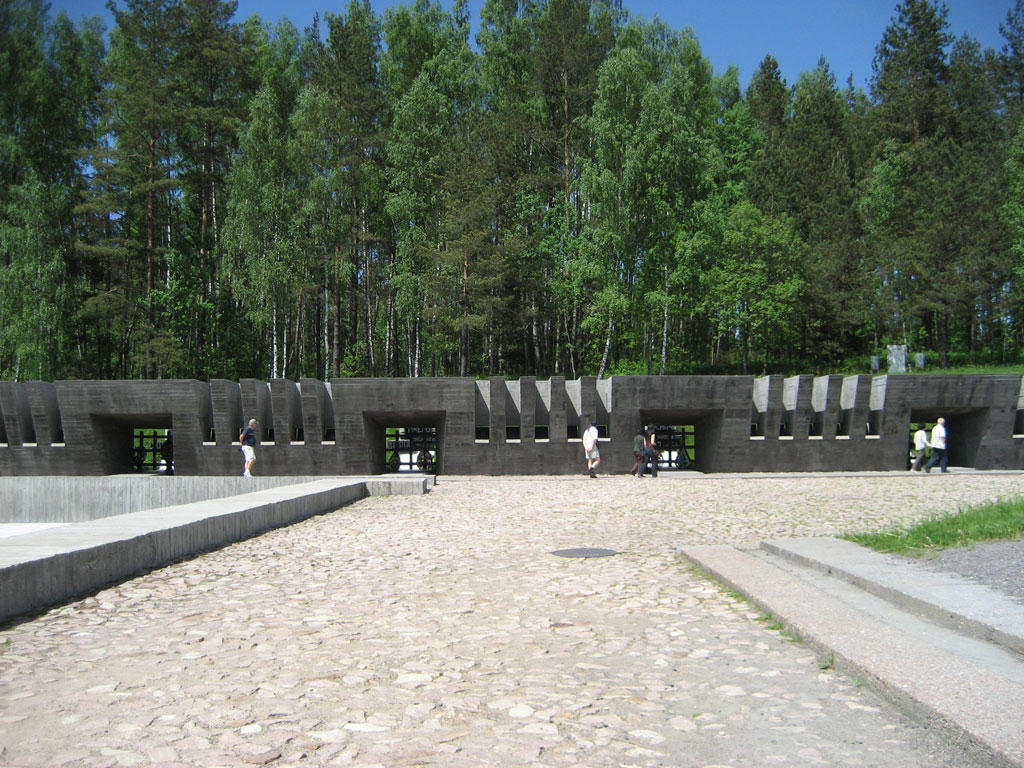
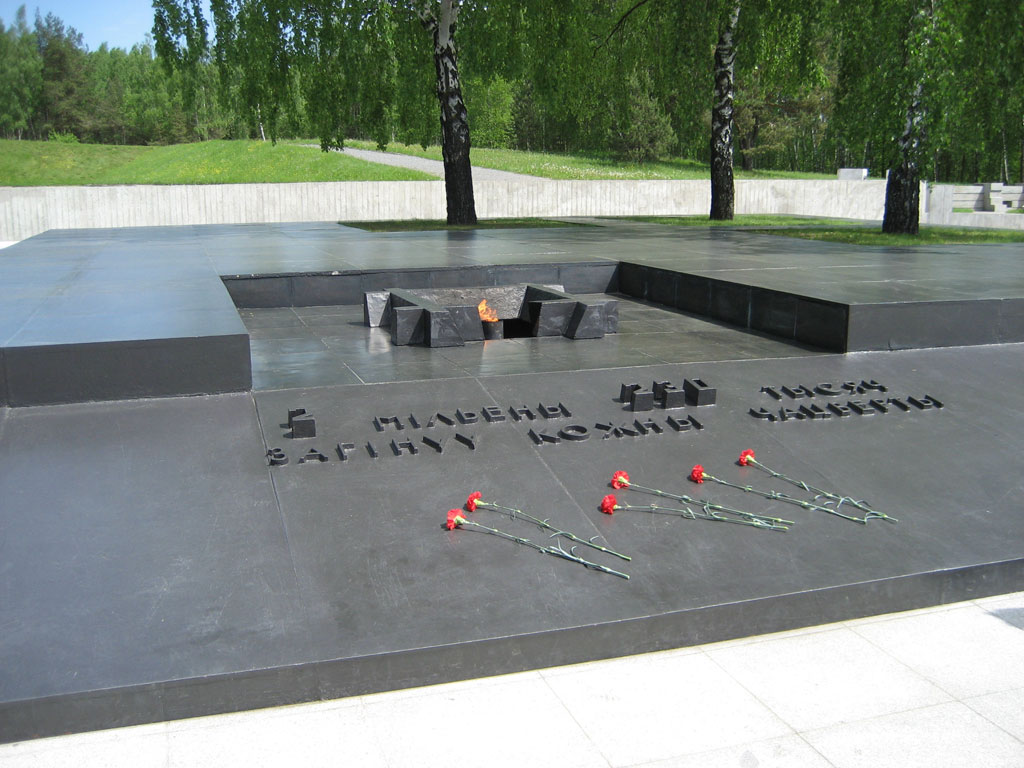

## У культурі
- Знищення села лягло в основу роману білоруського письменника Олеся Адамовича " Хатинська повість ". Книга, своєю чергою, послужила сценарною основою для радянського фільму " Йди і дивись ".
- 1971 року композитором Ігорем Лученком була написана пісня «Хатинь». Пісня прозвучала у виконанні білоруського ВІА Пісняри. У 1975 році Олександра Пахмутова та Микола Добронравов написали пісню «Білорусія», у другому куплеті якої є також згадка про Хатинь.
- Особливий погляд на події у селі був представлений у книгах білоруської письменниці Олени Кобець-Філімонової — «Жайворонки над Хатинню» (1973) та «Розп'ята Хатинь» (2005).